# Zegerplas
De Zegerplas is een 70 hectare grote plas aan het Aarkanaal in de gemeente Alphen aan den Rijn. De diepte is gemiddeld 18 meter. De plas is vanaf 1964 ontstaan door het winnen van zand ten behoeve van de aanleg van de wijk Ridderveld in Alphen aan den Rijn. Zandwinning uit de plas is doorgegaan tot in de jaren 90, o.a. ten behoeve van de aanleg van de wijk Kerk en Zanen en de Rijksweg N11. Ter plaatse liep vroeger het veenriviertje de Kromme Aar door open poldergebied. In de loop der jaren zijn rond de plas in het oorspronkelijk open poldergebied sport- en recreatiegebieden aangelegd; Zegersloot-Noord en Zegersloot-Zuid. Aan de noordzijde ligt de voormalige vuilstortplaats Coupépolder die nu is afgedekt door de Heuvelbaan van Golfclub Zeegersloot. In het zuiden ligt aan de oever de Oosterbegraafplaats. Het gebied rond de plas heeft door al deze voorzieningen nu een parkachtig karakter. In maart 2020 worden er plannen ontwikkeld om aan de noordzijde een vierde flat te bouwen aan de Saffierstraat als een van de onorthodoxe bouwlocaties in Alphen aan den Rijn.

## Gebruik
De plas is goedgekeurd als zwemwater, maar het zwemmen zorgde nogal eens tot gezondheidsklachten. Een van de oorzaken daarvan waren de blauwalgen die hier met regelmaat de kop opstaken. Hoogheemraadschap van Rijnland heeft in het water een luchtmenginstallatie geplaatst om door vermenging van diep water met dat van de oppervlakte de groei van schadelijke organismen tegen te gaan, sindsdien is er geen overlast meer van blauwalg woekering.
Een rondje om de plas is een veel gemaakte wandeling die 3,93 kilometer lang is. Dit wordt in Alphen algemeen een rondje meer genoemd. De nabijgelegen Alphense atletiekvereniging houdt vier keer per jaar de Zegerplasloop, een hardloopwedstrijd over verschillende afstanden met een of meer rondjes rond om de plas.
De plas wordt ook gebruikt als vaarwater voor modelzeilboten. Aan de zuidwestzijde staat sinds 1982 het clubhuis van Windsurfvereniging Zegerplas. De langeafstandswedstrijd De 2 Uren van Alphen geldt sedert 1980 als windsurfklassieker. Aan deze zijde ligt ook een kabelskibaan. De duiksport wordt beoefend vanaf de Burgemeester Bruins Slotsingel aan de noordoostzijde.

## Afbeeldingen

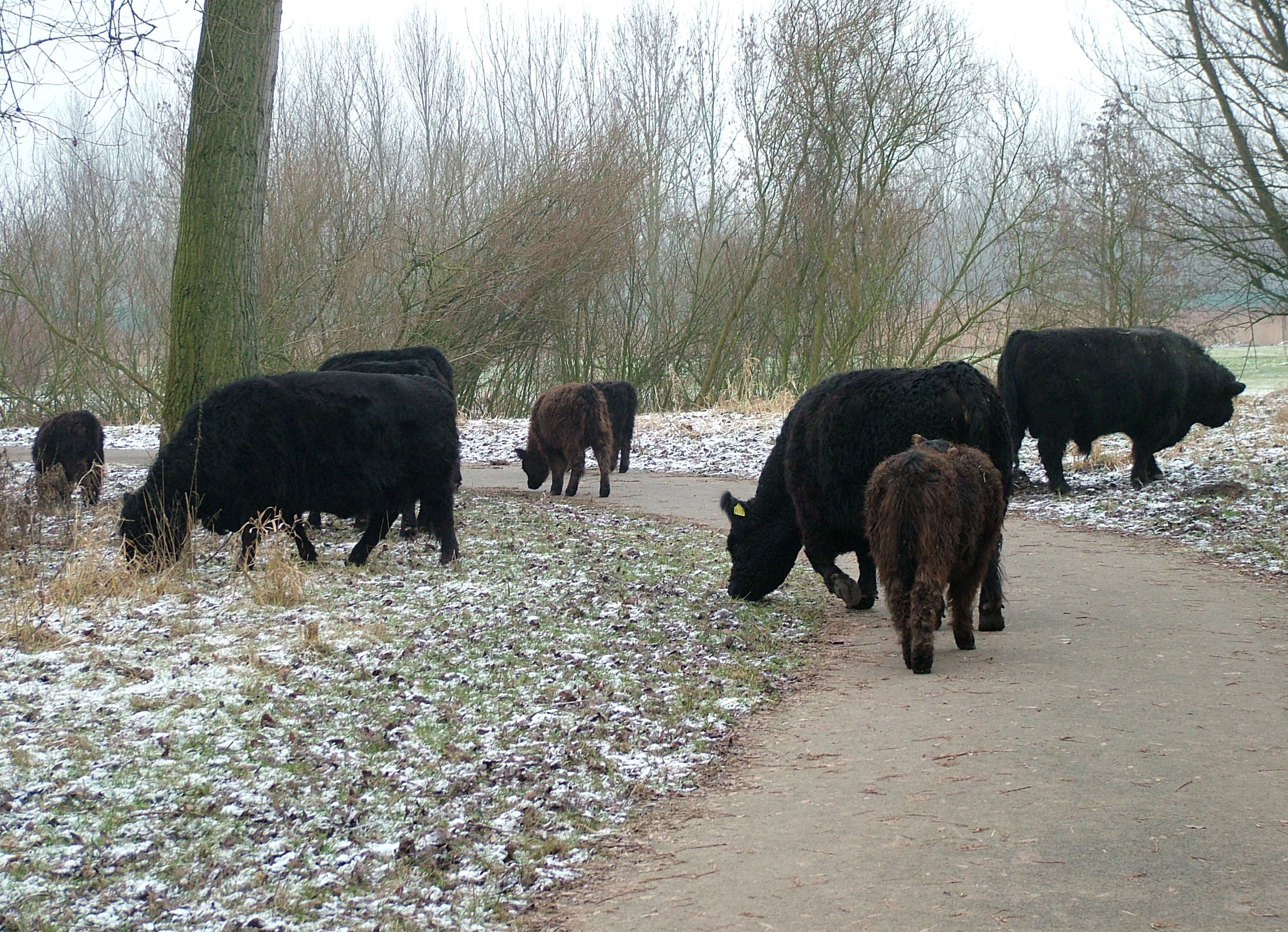
Galloway runderen in de buurt van de plas
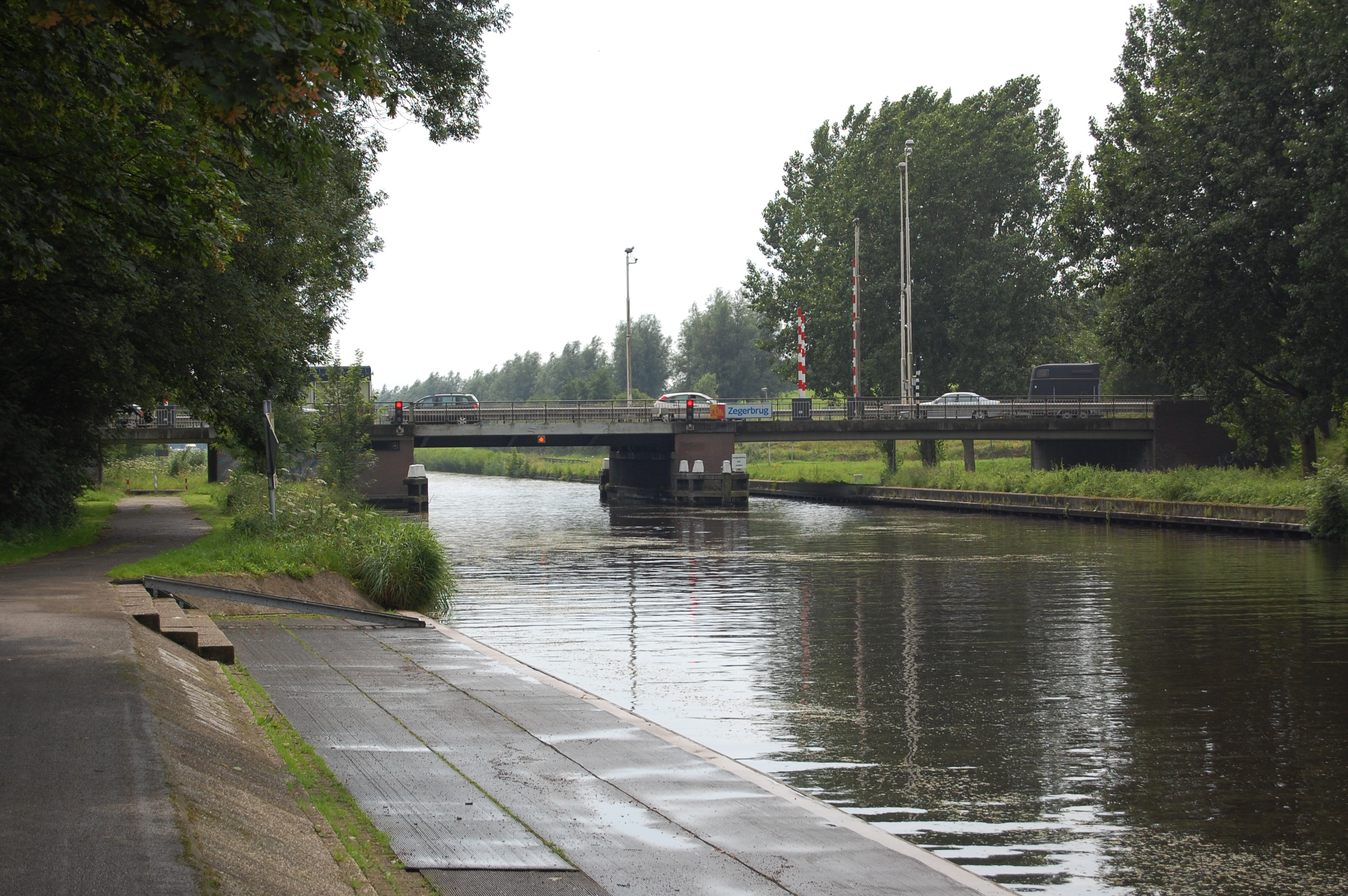
Zegerbrug over het Aarkanaal